# Krzyżkowice (gmina)
Krzyżkowice – dawna jednostkowa gmina wiejska w  woj. śląskim, także figurująca w ustawodawstwie polskim w latach 50. w woj. katowickim. Siedzibą władz gminy były Krzyżkowice (obecnie dzielnica Pszowa).
Jako gmina jednostkowa gmina Krzyżkowice funkcjonowała za II Rzeczypospolitej w latach 1922–1945 w powiecie rybnickim w woj. śląskim.
1 grudnia 1945 na obszarze woj. śląskiego (z gminami jednostkowymi) utworzono gminy zbiorowe. Krzyżkowice weszły w skład nowo utworzonej gminy Pszów; nie utworzono natomiast gminy zbiorowej Krzyżkowice.
Brak jednoznacznych informacji czy kiedykolwiek po wojnie istniała zbiorowa gmina Krzyżkowice. W wykazie gmin z 1946 roku Krzyżkowice występują nadal jako jedna z 4 gromad gminy Pszów. Gmina Krzyżkowice figuruje natomiast w rozporządzeniu z 1950 roku, kiedy to część jej obszaru miała być włączona do nowo utworzonego miasta Rydułtowy z dniem 1 stycznia 1951. Ponieważ brak jest jakichkolwiek informacji o istnieniu gminy o nazwie Krzyżkowice po wojnie (oprócz owego doraźnego rozporządzenia z 1950 roku), a oficjalne wykazy powojenne jej w ogóle nie wymieniają, sugeruje to że wyrażenie „gmina” w rozporządzeniu z 1950 roku mylnie nawiązuje do jednostki przedwojennej, t.zn. gminy jednostkowej Krzyżkowice (por. też gmina Orzepowice, gmina Paprocany, gmina Pietrzkowice gmina Pstrążna, gmina Szczygłowice, gmina Wilkowyje, gmina Zamysłów, gmina Zielona, gmina Stelmachowo, Miasta w województwie białostockim w latach 1944–1950). 
Krzyżkowice stały się w 1954 roku częścią nowego miasta Pszów, w 1975 roku weszły wraz z nim w skład Wodzisławia Śląskiego, a od 1994 roku stanowią ponownie dzielnicę samodzielnego Pszowa.